# Nur ein Viertelstündchen (1965)
Nur ein Viertelstündchen ist ein Dokumentar-Kurzfilm von 1965, der die Wirtschaftsleistung der DDR veranschaulichen soll.

## Handlung und Darstellungsweise
Am Anfang zeigt der Film, wie in der Zentralverwaltung für Statistik Daten mit Hilfe von Lochkarten erfasst werden. Der Sprecher des Films stellt sich als „Heinrich Lochkarte“, quasi als Personifizierung der Statistik, vor und stellt dem Zuschauer dann in der nächsten Viertelstunde vor, was innerhalb einer Viertelstunde alles in der DDR produziert und konsumiert wird, wie viele Ehen geschlossen oder Kinder geboren werden. Dabei schlüpft er in verschiedene Rollen: Wenn er z. B. über die Zahl der pro Viertelstunde geschlachteten Rinder berichtet, steht er als Cowboy verkleidet in einem Rindergehege, wenn es um die Zahl der produzierten Zigaretten geht, sitzt er als „Testraucher“ allein an einem großen Tisch mit vielen leeren Stühlen – weil die anderen Testraucher schon ihrem Beruf erlegen sind. Der Humor des Films ergibt sich auch aus dem Kontrast solcher Szenen mit der sehr nüchternen, monotonen Redeweise von Heinrich Lochkarte.

## Produktion
Der Film wurde 1964 produziert und im Februar 1965 bei den Westdeutschen Kurzfilmtagen in Oberhausen gezeigt. am 10. September 1965 lief er in den Kinos an.